# Mariama Diallo
Mariama Diallo is een Amerikaans scenarioschrijver en regisseur uit Brooklyn. 

## Biografie
Mariama Diallo, die opgroeide op Roosevelt Island, schreef als kind verhalen over kleine wezens in microscopisch kleine werelden en las veel. Als 14-jarige had ze al besloten wat ze wilde worden en tegen de tijd dat ze zich inschreef aan de Yale-universiteit met als hoofdvak filmstudies, realiseerde Diallo zich dat dat ze zowel wilde regisseren als schrijven, met een voorkeur voor horror en sci-fi.
Diallo schreef en regisseerde de korte films Hair Wolf (Jury Award op Sundance 2018) en White Devil (TIFF 2021), evenals een aantal afleveringen van HBO's Random Acts of Flyness. Haar speelfilmdebuut Master, van Amazon Studios, ging in première in 2022 op het Sundance Film Festival in de U.S. Dramatic Competition. Ze werd genoemd in Variety's 10 Directors to Watch 2022  en Filmmaker magazine's 25 New Faces of Independent Film 2018.

## Filmografie
- 2022: Master (regie en scenario)
- 2021: White Devil (korte film, regie en scenario)
- 2018: Random Acts of Flyness (televisieserie, co-regie 4 afleveringen - co-scenario 3 afleveringen)
- 2018: Hair Wolf (korte film, regie en scenario)
- 2017: Sketch (korte film, regie en scenario)